# 1-й механизированный батальон «Волки Да Винчи»
1-й механизированный батальон «Волки Да Винчи» имени Дмитрия Коцюбайло (1 ОМБ) — военное формирование Сухопутных войск Вооруженных сил Украины.

## История
20 января 2014 года создана 1-я штурмовая рота, которая входила в 5-й батальон Добровольческого украинского корпуса «Правый сектор». С тех пор находится в зоне боевых действий на востоке Украины.
17 марта 2016 года Дмитрий Коцюбайло назначен командиром 1-й отдельной штурмовой роты «Волки Да Винчи» ДУК ПС.
30 ноября 2021 командир подразделения Дмитрий Коцюбайло («Да Винчи») получил звание Герой Украины.
В 2022 году подразделение было доукомплектовано до размера батальона и переподчинено 67-й отдельной механизированной бригаде.
Во время полномасштабного российского вторжения в Украину в 2022 году батальон принимал участие в боях за Запорожье, Киев, Белогоровку, Херсонскую область и контрнаступление на Харьковщине.
7 марта 2023 года батальон потерял своего комбата Да Винчи в боях за Бахмут.
С 1 июля 2023 года батальон носит имя Героя Украины Дмитрия Коцюбайло ("Да Винчи").

## Структура
- Рота «Гонор» (2022) (командир Сергей Филимонов)[7]
- 2-я рота «Дикое поле»[1]
- Танковая рота[1]
- Артиллерийская группа[1]
- медицинская служба «Ульф» (руководительница Алина Михайлова)[1]

## Командование
- Младший лейтенант Дмитрий Коцюбайло (17.03.2016 — 07.03.2023)[1][8]
- Майор Юрий Капуст (07.03.2023 —)[6]
- Олег Витальевич Лортоцкий — начальник штаба 1-го батальона 67-й бригады[6]
- Владимир Кудич — сержант батальона

## Названия формирования
- 2014 — 1-я отдельная штурмовая рота ДУК;
- 2022 — 1-й отдельный механизированный батальон «Волки Да Винчи»[8][6]